# Tunnel-canal de Liverdun
Pour un article plus général, voir Canal de la Marne au Rhin.
Le tunnel de Liverdun est un tunnel-canal abandonné construit sur le Canal de la Marne au Rhin, visant à s'affranchir de la colline de Liverdun haute de 340 mètres. Il est situé sur la commune de Liverdun, en Meurthe-et-Moselle. L'ouvrage est désaffecté depuis l’année 1978, simultanément au pont-canal situé sur la même commune.

## Histoire
Le creusement d'un tunnel fut rendu nécessaire par le tracé adopté pour la construction du canal de la Marne au Rhin, l’administration française fait état de l'avancement  de ces travaux dans son bulletin annuel de 1839 comme suit :
«Le souterrain de Liverdun, dont la longueur est de 400 mètres, est percé dans toute son étendue. La voûte est déjà construite sur une longueur de 100 mètres, et les cintres sont posés sur une longueur de 70 mètres. Les tranchées aux abords sont achevées, et, quoique cet ouvrage important ait présenté d'assez graves difficultés, on espère pouvoir le terminer dans la campagne de 1841.»
Le souterrain fut creusé dans un sol de peu de consistance et même si le chantier n'a pas été la victime d'inondations, comme pour le tunnel de Foug, par exemple, cela a rendu indispensable l'utilisation de systèmes d'étaiement (blindages) très coûteux et la mise en place de méthodes de maçonnerie plus rapides que de coutume. M Collignon, responsable des travaux, auteur du projet, obtint ainsi une cadence d'avancement qui permit d’achever la voûte en 18 mois, sans accidents graves.
Son inauguration fut toutefois reportée en 1843, comme l'atteste une gravure sur son entrée sud.

## Descriptions
Un chemin de halage, protégé par un garde-corps, est situé côté gauche. La main courante du garde corps avait également pour fonction de permettre le glissement des cordages, des chevaux qui tractaient les bateaux.

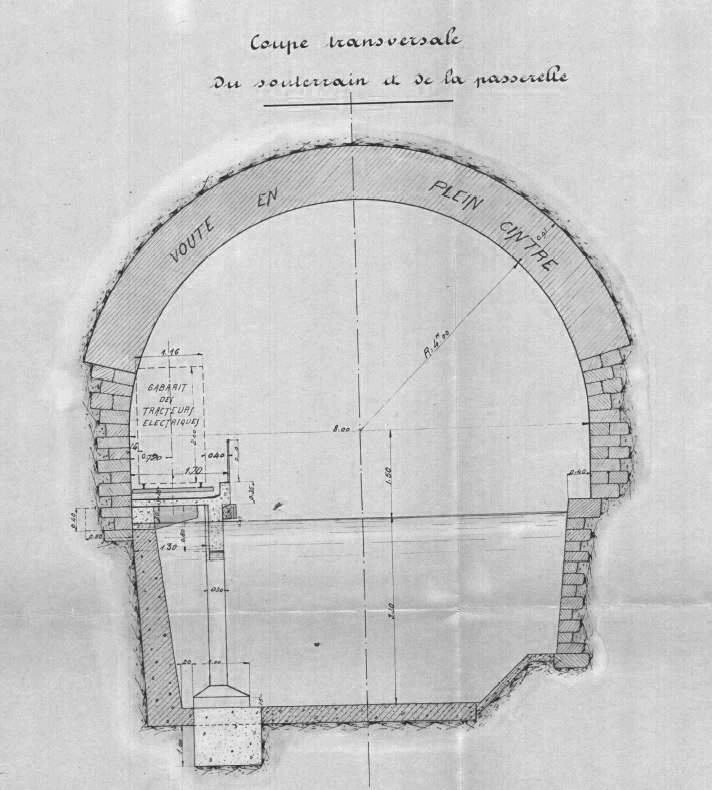
Coupe de la voûte de Liverdun (Science et industrie, revue mensuelle - 1934)

## Photos

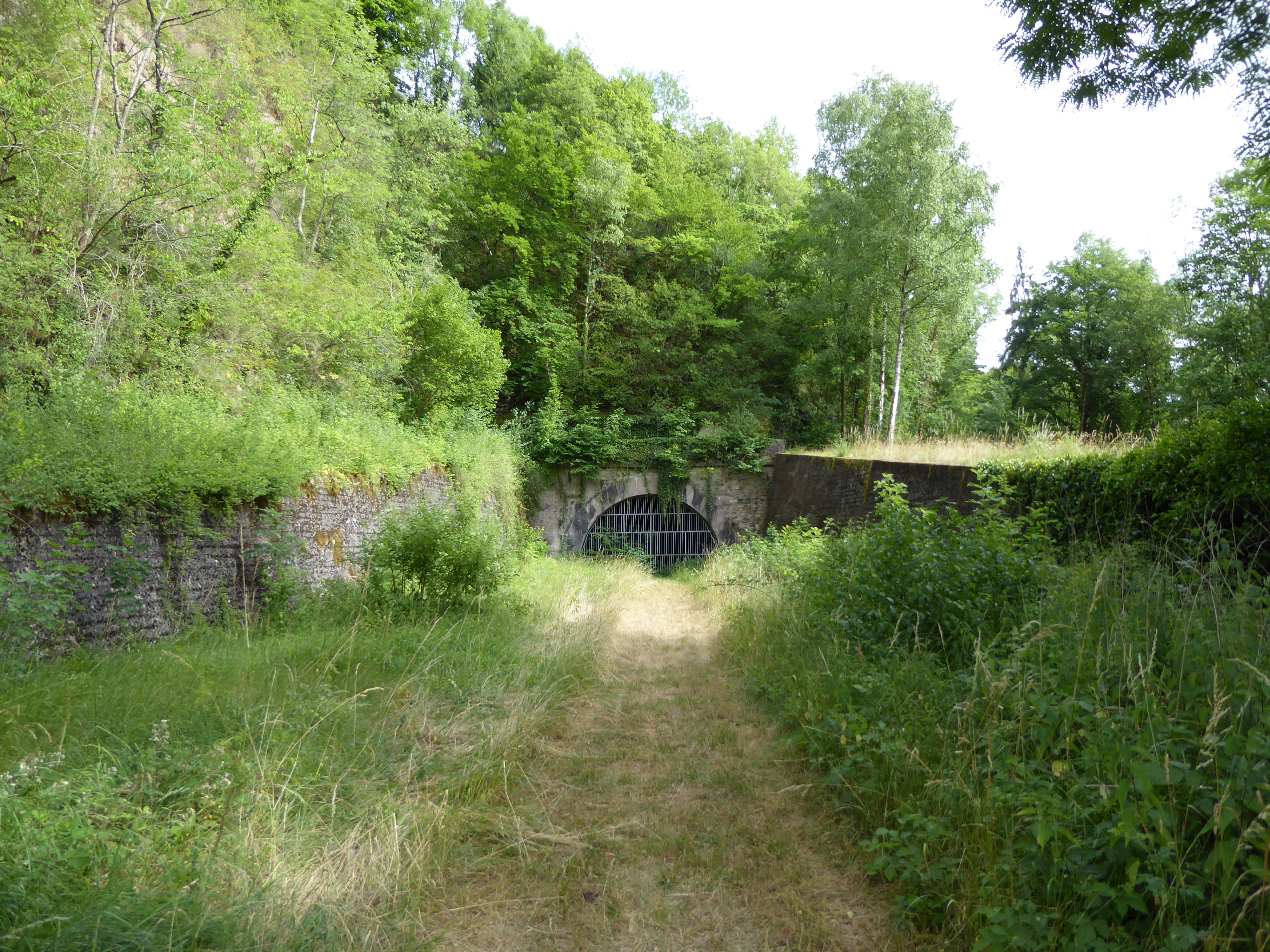
Entrée ouest du tunnel.
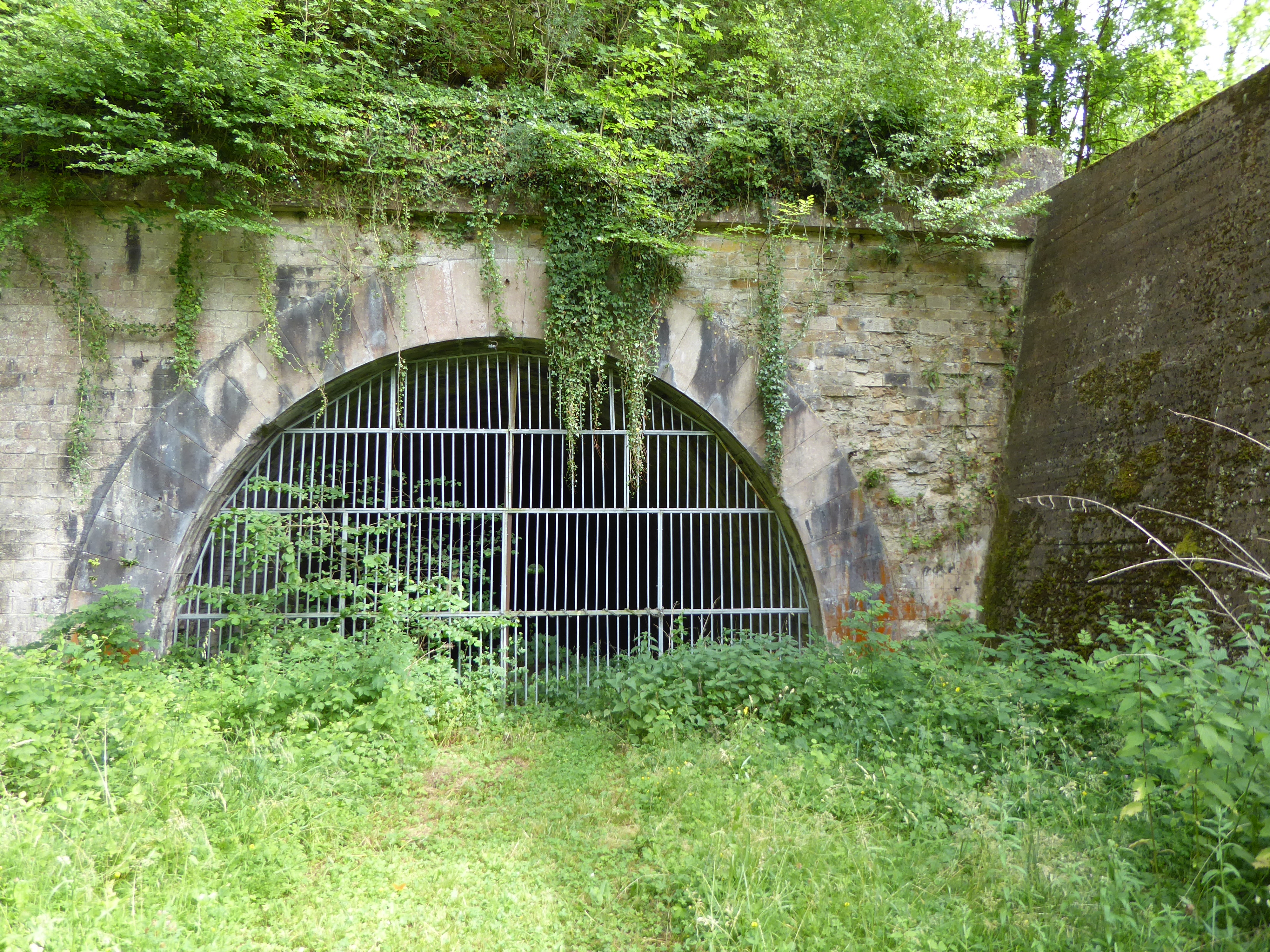
Entrée ouest du tunnel, de plus près.
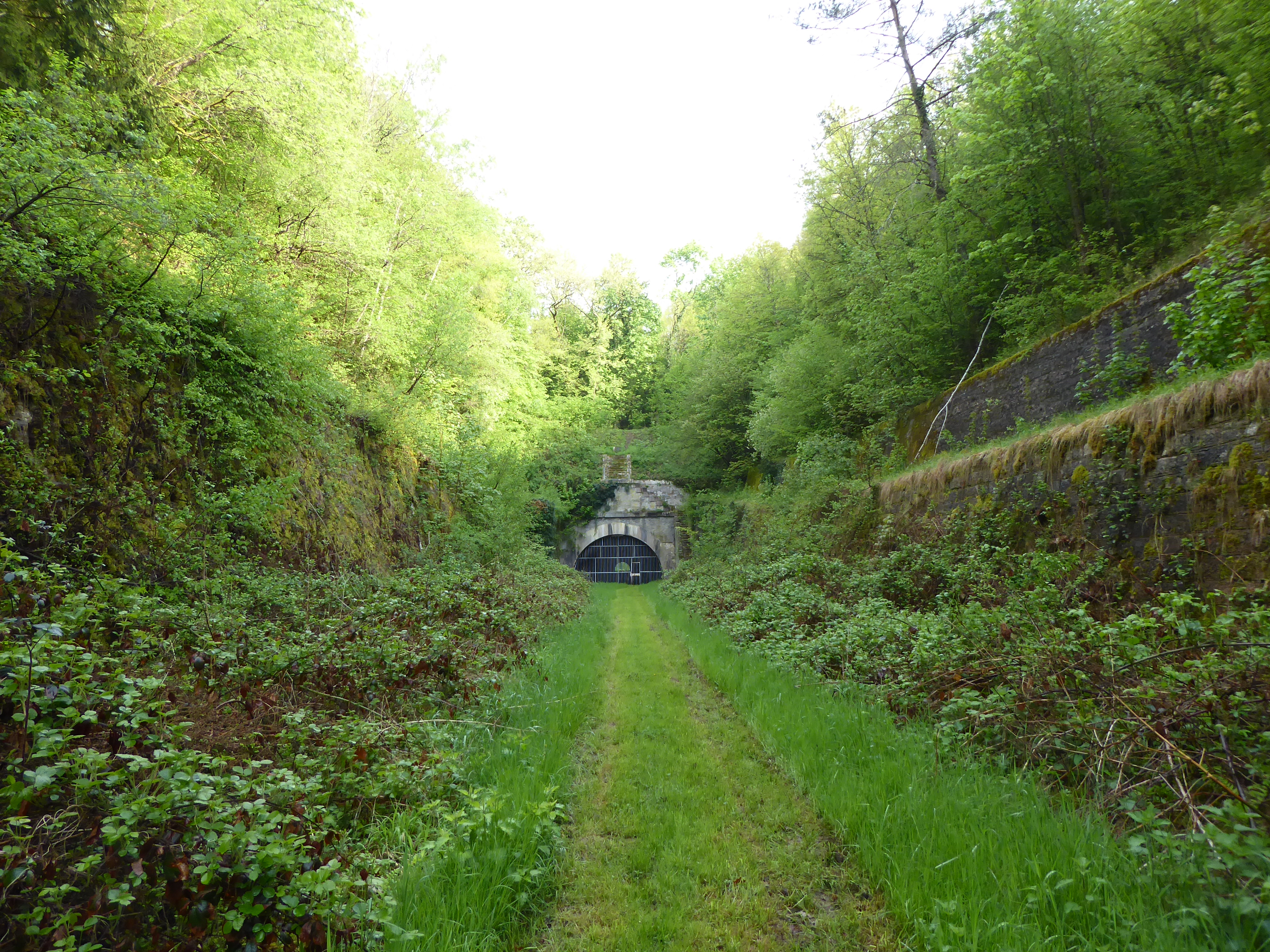
La tranchée en direction de la sortie sud-est du tunnel.
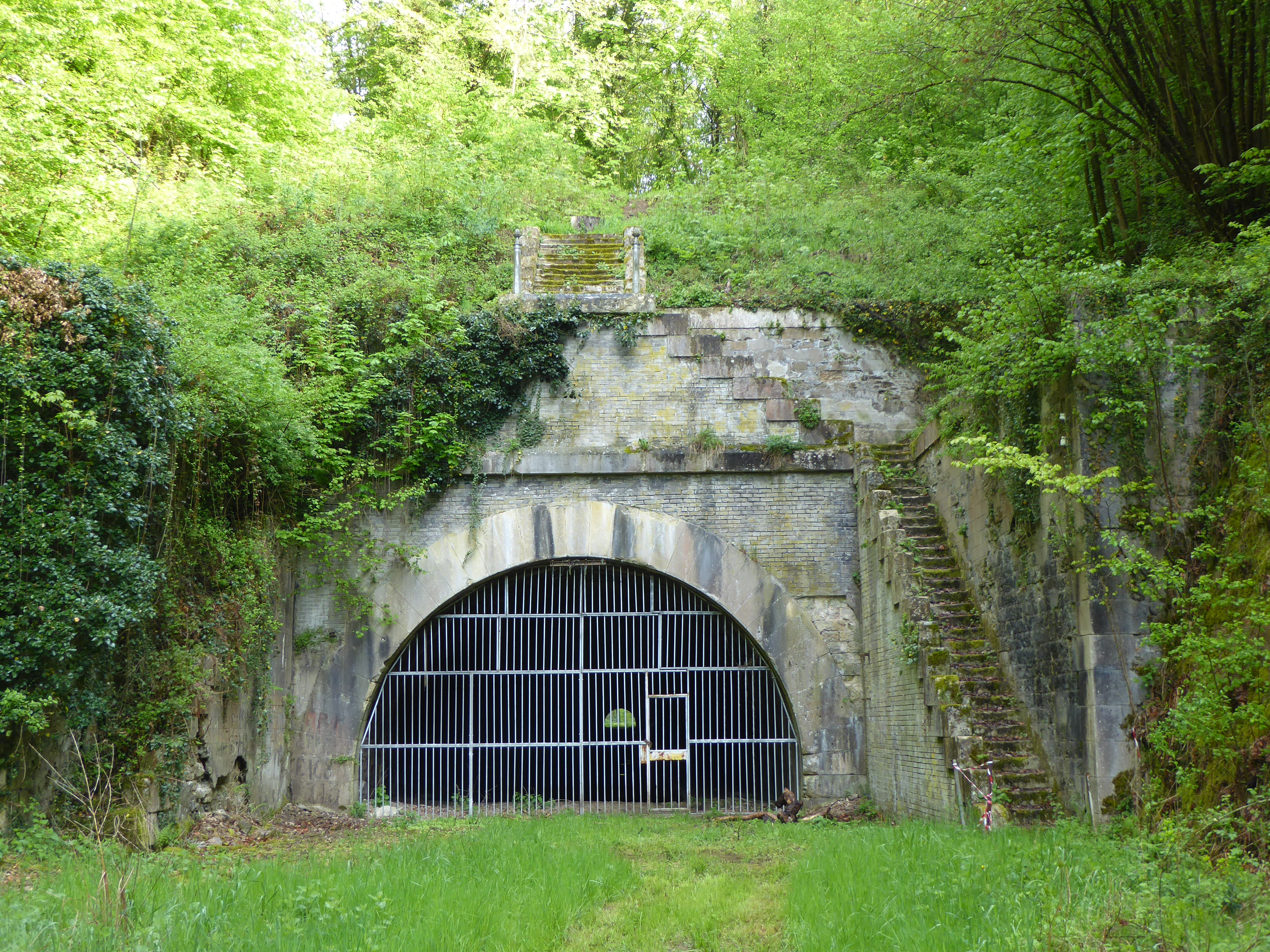
Sortie sud-est du tunnel.
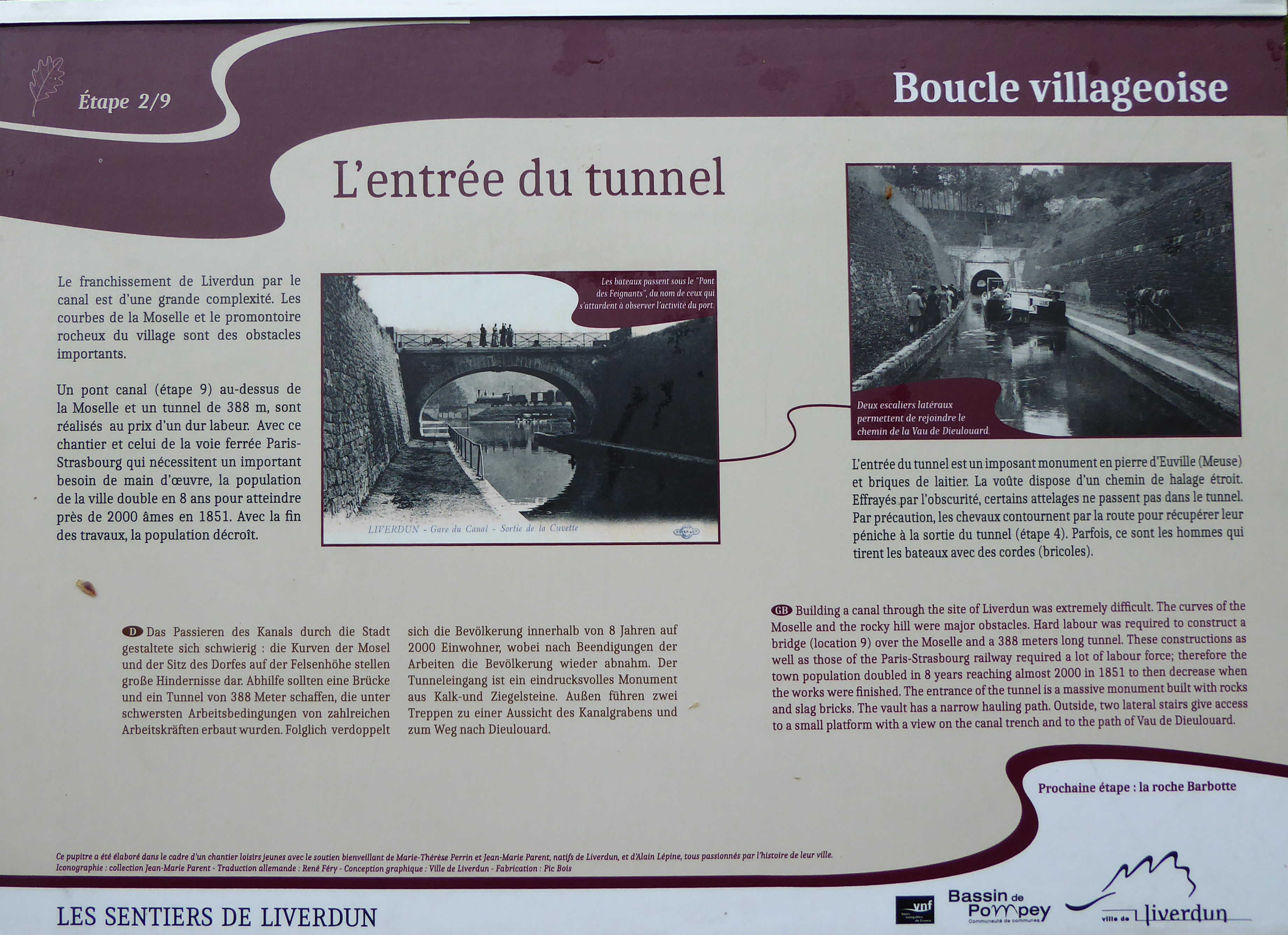
Panneau explicatif